# Gedser

Gedser é uma cidade na ponta sul da ilha de Falster, na Dinamarca. É o extremo sul do território dinamarquês. A localidade tem 835 habitantes (1 de janeiro de 2009).

## Imagens

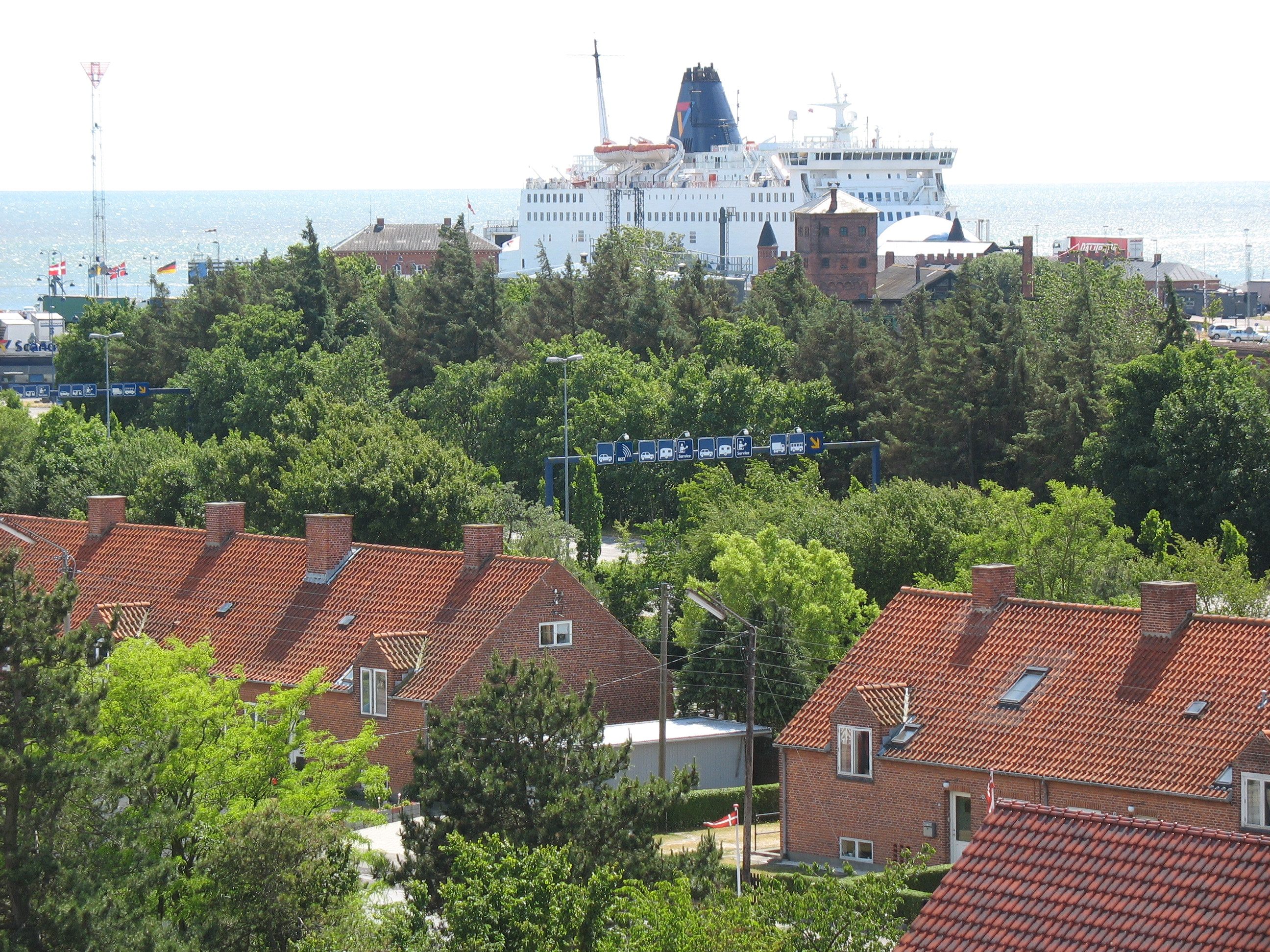
Panorama
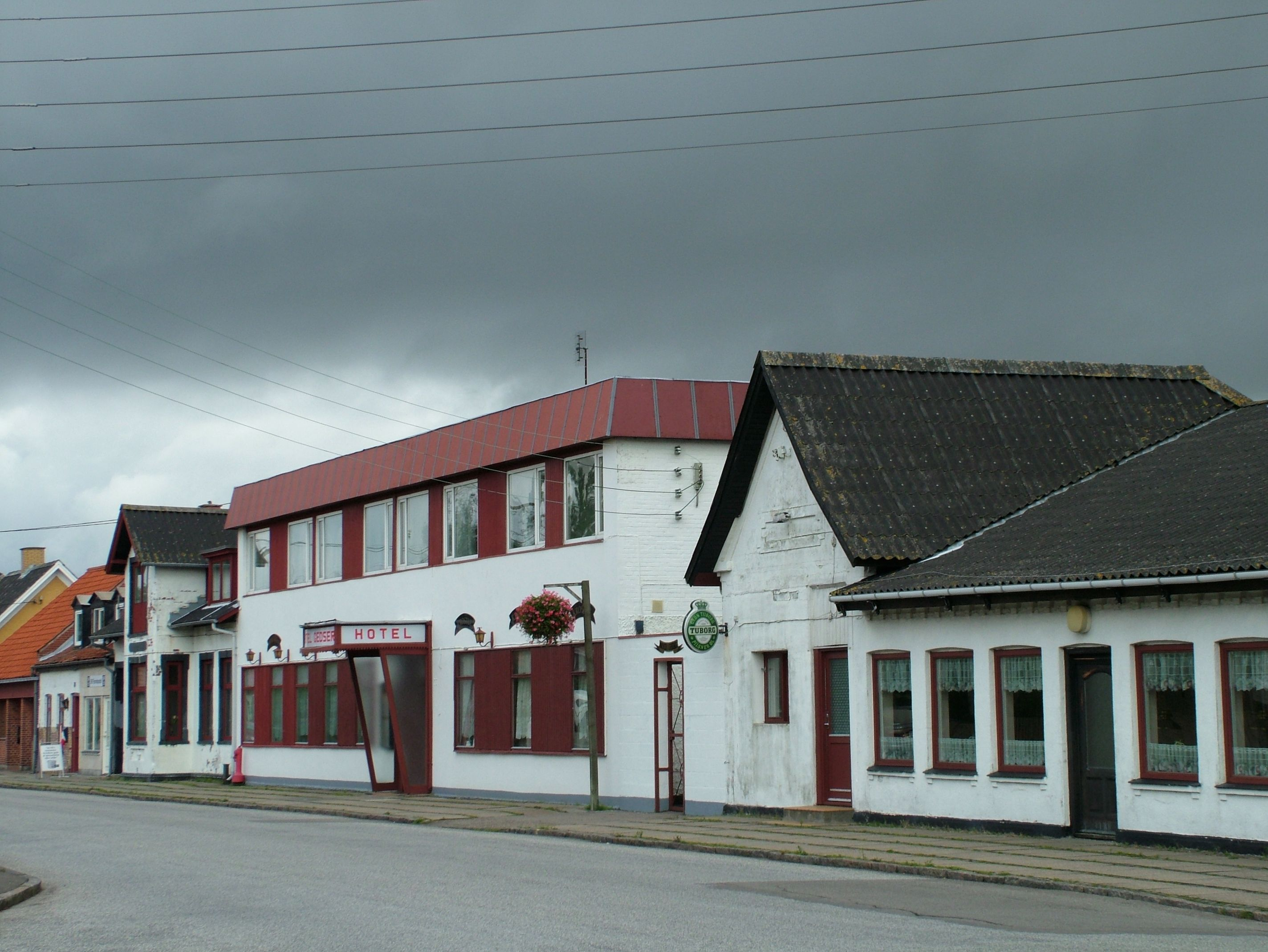
Rua principal
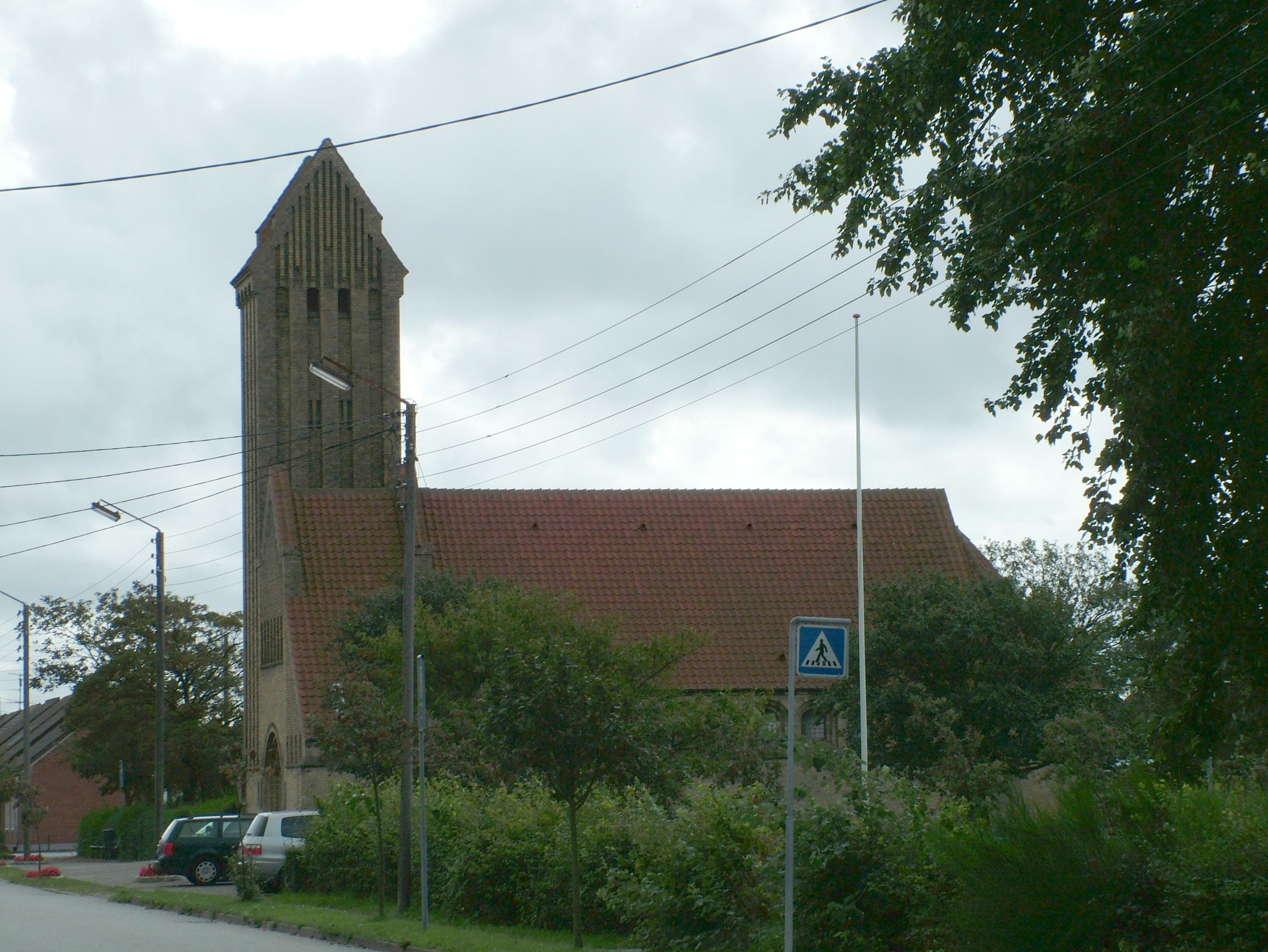
Igreja

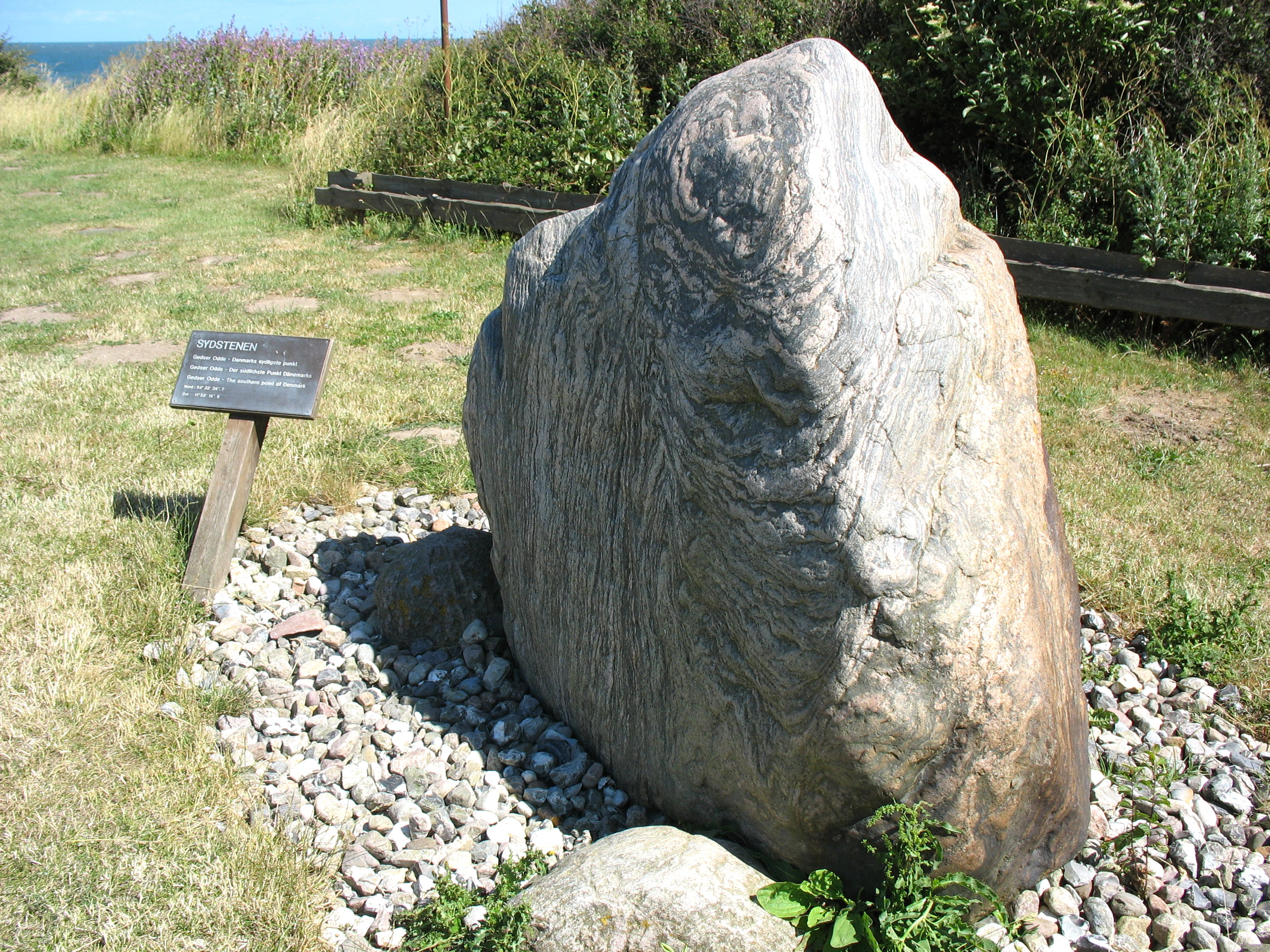
Gedser Odde, extremo sul da Dinamarca
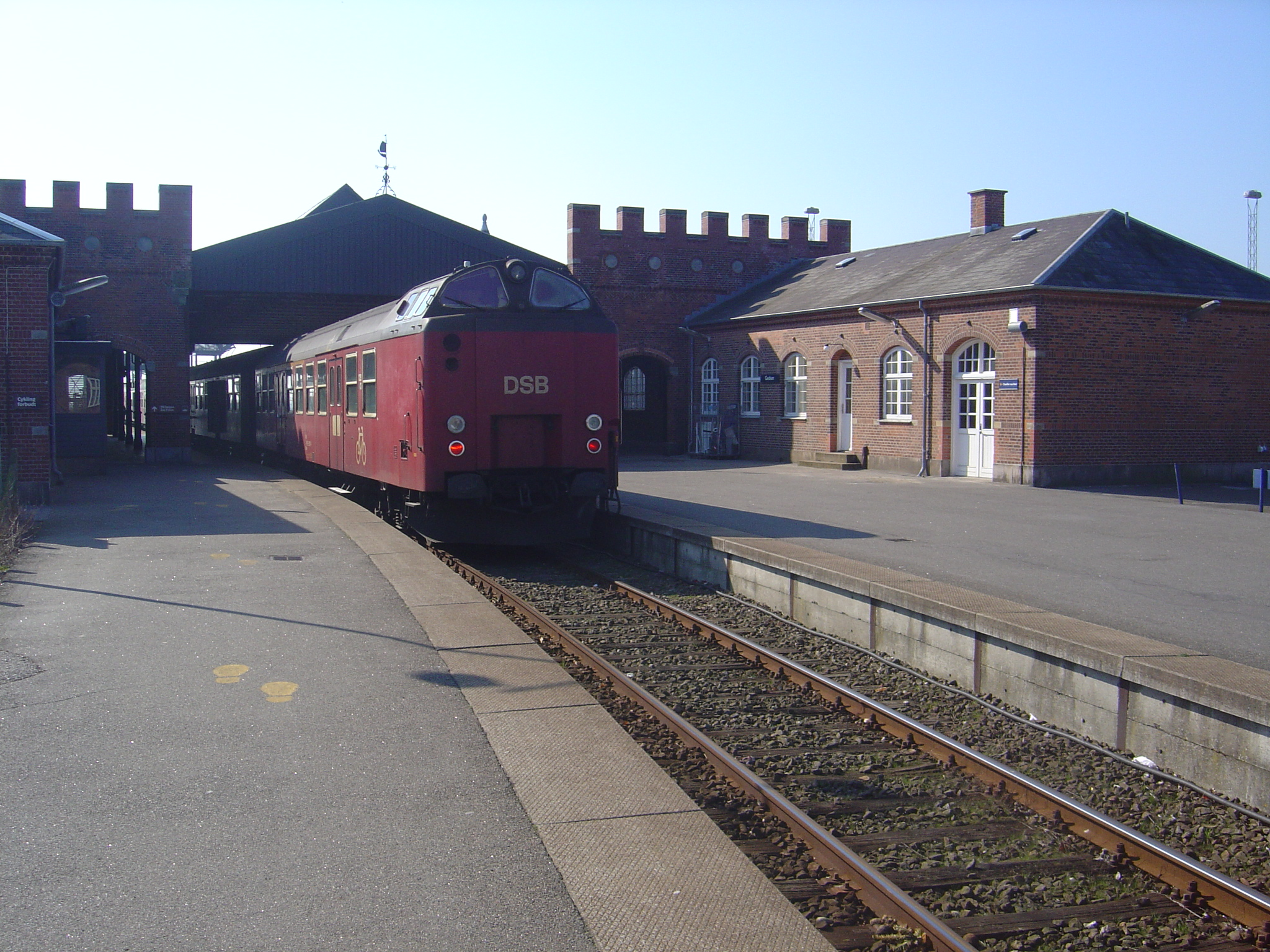
Estação de comboio
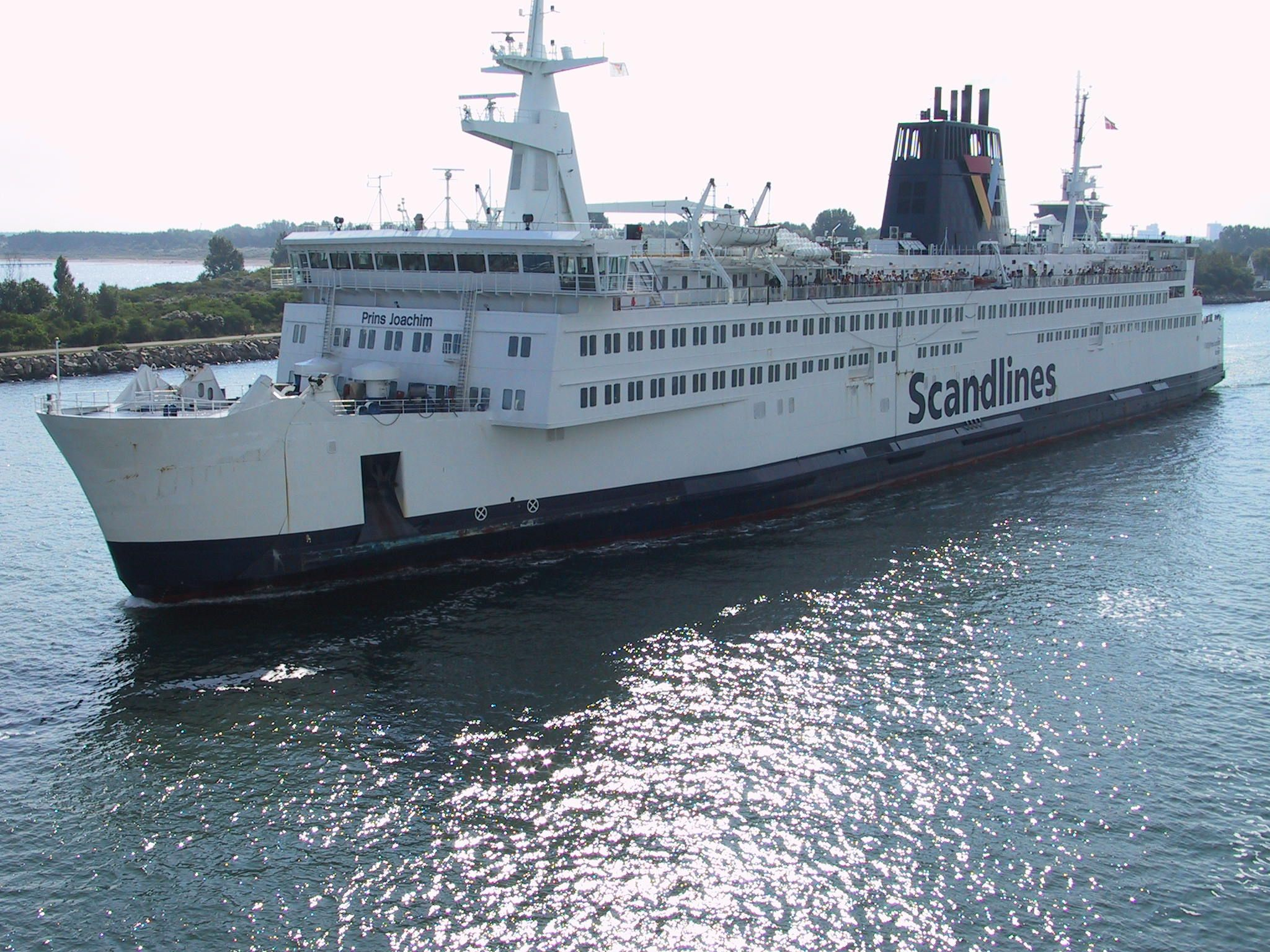
Navio "Prins Joachim", das Scandlines